# Déflexivité
La déflexivité est un processus linguistique lors duquel un mot devient indépendant d'un autre, impliquant des déplacements morphologiques dans les domaines verbaux et nominaux. Ce phénomène s'observe notamment de l’évolution du latin vers les langues romanes.

## Définition
Gustave Guillaume introduit ce terme dans le cadre de sa réflexion sur la psychomécanique du langage. Selon le linguiste Ronald Lowe, il s'agit du « procès diachronique par lequel un signifié, initialement incorporé à la forme d’un mot, acquiert le statut de mot indépendant dans la langue »
.
Dans son acception étroite, la déflexivité correspond à l'apparition diachronique de l’article lié au traitement du nom qui le suit ; dans son acception large à l’apparition diachronique d'un marqueur avant un mot.

## Mécanismes
Les articles définis sont un exemple de déflexivité en ce qu'ils marquent le genre et le nombre du mot qui les suit. Leur création s'explique en effet par la disparition des désinences casuelles latines dans les langues romanes et leur substitution dans des déterminants.
La déflexivité ne se limite cependant pas à la substitution de la désinence mais comprend des implications syntaxiques au-delà de ses aspects morphologiques. Les prépositions, le partitif et les auxiliaires sont autant d'exemples de la création lexicale produite par ce phénomène. Il est possible de différencier les déflexifs créatifs, qui traitent d'un marqueur créé ex nihilo, des déflexifs translatifs, où les opérateurs délocalisent le traitement du paramètre lexical.